# Yusuke Kishida
Yusuke Kishida (岸田 悠佑 Kishida Yusuke?), född 10 juli 1999 i Nara prefektur, är en japansk fotbollsspelare.
Kishida började sin karriär 2017 i Gamba Osaka.